# Mont Jagungal

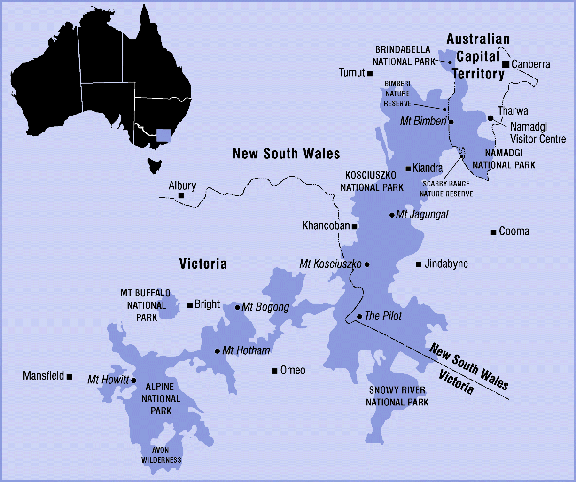
Carte de la région

Le mont Jagungal (2 061 mètres) est une montagne située dans le parc national du Kosciuszko en Nouvelle-Galles du Sud, en Australie. Sommet isolé, au milieu d'une vaste plaine, il est visible de très loin et réciproquement, il offre de son sommet  une vue sur toute la région, mais son ascension est difficile.